# Sousse
Sousse (arabsko Susa, سوسة) je mesto in governorat v Tuniziji, ki se nahaja ob vzhodni tunizijski obali 140 km južno od Tunisa. Je najbolj pomembno prometno-komunikacijsko križišče v državi. Ekonomska baza mesta je transportna oprema, prehrambena industrija, tekstil, predvsem pa pridelava olivnega olja in turizem. Ocenjena populacija je 546.413 ljudi (2004).
Sousse je tretje največje mesto v Tuniziji, sledeč Tunisu in Sfaxu. Označuje ga množica lastnosti. Geografsko in ekonomsko pomemben je okoli 2500 km2 velik nasad oljk, ki obdaja mesto. Že od antike dalje služi kot pomembno sredozemsko pristanišče, zaradi česar se je razvil večji kraj z arhitekturno znamenito, z obzidjem obdano medino. Mesto je eno večjih tunizijskih turističnih točk z 20 kilometrov oddaljenim mednarodnim letališčem (Monastir), čemur botrujejo mile sredozemske podnebne razmere.

## Zgodovina
Dokumentiran razvoj kraja se je začel v 11. stoletju pr. n. št., ko so feničanski trgovci na mestu današnjega Soussea zaradi ugodne obmorske lege ustanovili Hadrumetum. Mesto je v času punskih vojn sprejelo zavezništvo z Rimljani, zaradi česar ni trpelo enake usode kot bolj severno ležeča Kartagina. Sledilo je mirno 700-letno obdobje pod rimskim imperijem.
Po razpadu slednjega so današnji Sousse sprva zasedli Vandali ter mu nadeli ime Hunerikopolis. Kmalu zatem pa je mesto prišlo pod bizantinski nadzor in dobilo novo poimenovanje Justinianopolis.
7. stoletje je za mesto prineslo pomembno civilizacijsko prelomnico, saj sta celotno območje severne Afrike preplavila arabska kultura in islam. Tako se je začel proces arabizacije poprej rimskih, krščanskih krajev. V tem času je bilo mesto skladno z zatonom starega Rima le bleda senca nekoč cvetočega pristanišča. Mestu so Arabci nadeli novo ime, Susa, in ga v nekaj desetletjih vnovič razvili v pomembno pristanišče. Bilo je osrednje pristanišče dinastije Aglabidov in v letu 827 služilo kot osnovna vojaška baza za zavzetje Sicilije.
V sledečih stoletjih je Evropa počasi dobila tehnično premoč nad Arabci, zaradi česar so slednji morali popuščati glede na svoje interese. Mesto je bilo tako spočetka zasedeno s strani Normanov v 12. stoletju, kasneje pa so nadzor nad njim prevzeli Španci. Oblast se je zopet zamenjala v 18. stoletju, ko so Sousse napadli Benečani in Francozi. Pod francoskim protektoratom je bilo mesto preimenovano v Sousse.
Kljub menjavam oblasti in kultur ter nemirom, ki so prevevali mesto skozi stoletja, je ohranjen pristen arabski izgled. V današnjem času je staro mestno jedro priznano kot eden izmed lepših primerkov obmorskih utrdb, ki so jih napravili Arabci.

### Zgodovinska imena
- Hadrumetum (Feničani)
- Colonia Concordia Ulpia Trajana Augusta Frugifera Hadrumetina (Rimljani)
- Hunerikopolis (Vandali)
- Justinianopolis (Bizantinci)
- Susa (Arabci)
- Sousse (Francozi)

## Naravne značilnosti
Kraj leži neposredno ob sredozemski obali na višini 2 m. Povprečna zračna vlaga je 69 odstotkov, temperature pa segajo od 19,7 °C (najnižje temperaturno povprečje) do 29,1 °C (najvišje temperaturno povprečje), iz česar izhaja srednja letna temperatura 24,4 °C.

## Turizem in znamenitosti
Sousse ima visoko razvito turistično infrastrukturo: množico nastanitvenih prostorov in peščene plaže, ki so meja med Sredozemskim morjem in nasadi oljk. Za turizem je izhodiščno pomembno milo sredozemsko podnebje z vročimi suhimi poletji ter zmerno toplimi in bolj mokrimi zimami.
Turizem je pred pridelavo oljčnega olja prva gospodarska panoga kraja, saj z 1.200.000 turisti letno prinaša velik dohodek. V mestu je tako najti približno 120 hotelov s skupno kapaciteto 40.000 postelj. Turistično infrastrukturo sestavljajo tudi restavracije, nočni klubi in igralnice, urejene plaže in športni objekti, pa tudi muzeji.
Za arhitekturni biser velja dobro ohranjena mestna medina, ki predstavlja eno izmed najlepših arabskih obmorskih utrdb. Visoko obzidje varuje poleg množice hiš t. i. ribat (prednja utrdba), ki s svojega stolpa nudi razgled na celotno mesto. Medina je zapisana kot svetovna kulturna dediščina pri organizaciji UNESCO od leta 1988.
Sousse je tudi mesto nogometne ekipe Etoile Sportive du Sahel, ki z naborom osvojenih pokalov Afrike sodi med najpomembnejše nogometne klube na celini.